# Polyxène de Hesse-Rheinfels-Rotenbourg
Pour les articles homonymes, voir Polyxène (homonymie).
Polyxène de Hesse-Rheinfels-Rotenbourg (ou Rotembourg, en français), née le 21 septembre 1706 à Langenschwalbach et morte le 13 janvier 1735 à Turin est reine de Sardaigne, par son mariage avec le roi Charles-Emmanuel III.

## Biographie

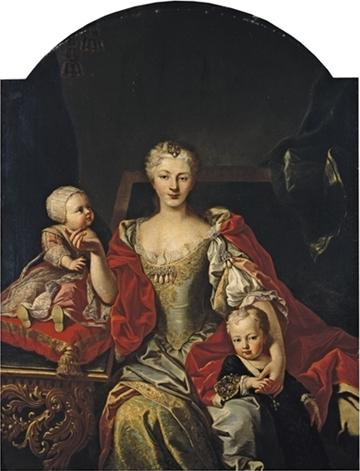
La reine Polyxène avec ses enfants par Martin van Meytens

Fille du landgrave Ernest-Léopold de Hesse-Rheinfels-Rotenbourg (1684-1749) et d'Éléonore de Lowenstein-Wertheim, elle épouse à Thonon le 23 juillet 1724 le futur roi Charles-Emmanuel de Savoie, prince de Piémont, fils aîné du roi Victor-Amédée II et d'Anne-Marie d'Orléans et veuf d'Anne-Christine de Palatinat-Soulzbach morte en couches quelques mois plus tôt.
Son beau-père ayant abdiqué en 1730, elle devient reine de Sardaigne mais meurt en couches à l'âge de 28 ans en 1735 après avoir donné six enfants à son mari.
Charles-Emmanuel III épouse en 1737 en troisièmes noces Élisabeth-Thérèse de Lorraine, sœur de François Ier du Saint-Empire époux de Marie-Thérèse d'Autriche (fille aînée et héritière de l'empereur Charles VI). À l'instar des deux premières épouses de son mari, Élisabeth-Thérèse mourra en couches avant d'avoir 30 ans.

## Enfants
1. Victor-Amédée III (1726-1796) épousa en 1750 Marie-Antoinette d'Espagne (1729-1785) d'où postérité.
2. Éléonore de Savoie (1728-1781), princesse de Savoie
3. Marie-Louise de Savoie (1729-1767), princesse de Savoie
4. Marie-Félicitée de Savoie (1730-1801), princesse de Savoie
5. Emmanuel-Philibert de Savoie (1731-1735), prince de Savoie et duc d'Aoste
6. Charles-François de Savoie (1733), prince de Savoie et duc de Chablais

## Titres
- 21 septembre 1706 - 23 juillet 1724 : Son Altesse Sérénissime Princesse Polyxène de Hesse-Rheinfels-Rotenburg
- 23 juillet 1724 - 3 septembre 1730 : Son altesse royale la princesse de Piémont
- 3 septembre 1730 - 13 janvier 1735 : Sa majesté la reine de Sardaigne